# Cryptaspidia nigris
Cryptaspidia nigris är en insektsart som beskrevs av William D. Funkhouser. Cryptaspidia nigris ingår i släktet Cryptaspidia och familjen hornstritar. Inga underarter finns listade i Catalogue of Life.